# Divize D 2006/2007
V soubojích 42. ročníku Moravskoslezské divize D 2006/07 (jedna ze skupin 4. fotbalové ligy) se utkalo 16 týmů každý s každým dvoukolovým systémem podzim–jaro. Tento ročník byl rozehrán v sobotu 12. srpna 2006 úvodními dvěma zápasy 1. kola a skončil v neděli 17. června 2007 zbývajícími dvěma zápasy 29. kola (kompletní 30. kolo bylo předehráno již v úterý 8. května 2007).

## Nové týmy v sezoně 2006/07
- Z MSFL 2005/06 nesestoupilo do Divize D žádné mužstvo.
- Z Divize E 2005/06 přešla mužstva SK Sulko Zábřeh a TJ Sokol Konice.
- Z Přeboru Jihomoravského kraje 2005/06 postoupilo vítězné mužstvo FK MKZ Rájec-Jestřebí a SK Fotbal FC Nobica Boskovice (3. místo).
- Z Přeboru Olomouckého kraje 2005/06 postoupilo vítězné mužstvo TJ Sokol Protivanov.
- Z Přeboru Vysočiny 2005/06 postoupilo vítězné mužstvo TJ Sokol Hartvíkovice.

## Kluby podle krajů
- Jihomoravský (8): SK Líšeň, TJ Framoz Rousínov, SK Rostex Vyškov, FK MKZ Rájec-Jestřebí, TJ Cukrovar Hrušovany nad Jevišovkou, ČAFC Židenice Brno, SK Fotbal FC Nobica Boskovice, FK Šardice.
- Vysočina (4): FC ŽĎAS Žďár nad Sázavou, FC Velké Meziříčí, HFK Třebíč, TJ Sokol Hartvíkovice.
- Olomoucký (3): SK Sulko Zábřeh, TJ Sokol Konice, TJ Sokol Protivanov.
- Zlínský (1): FC Morkovice.

## Konečná tabulka
Zdroj: 
| Poř. | Tým                                  | Z  | V  | R | P  | VG | OG | B  |
| ---- | ------------------------------------ | -- | -- | - | -- | -- | -- | -- |
| 1.   | SK Sulko Zábřeh                      | 30 | 19 | 8 | 3  | 56 | 23 | 65 |
| 2.   | SK Líšeň                             | 30 | 17 | 7 | 6  | 56 | 27 | 58 |
| 3.   | TJ Framoz Rousínov                   | 30 | 16 | 5 | 9  | 42 | 28 | 53 |
| 4.   | SK Rostex Vyškov                     | 30 | 12 | 8 | 10 | 51 | 37 | 44 |
| 5.   | FK MKZ Rájec-Jestřebí (N)            | 30 | 13 | 5 | 12 | 37 | 32 | 44 |
| 6.   | TJ Cukrovar Hrušovany nad Jevišovkou | 30 | 12 | 6 | 12 | 42 | 46 | 42 |
| 7.   | TJ Sokol Konice                      | 30 | 12 | 6 | 12 | 47 | 37 | 42 |
| 8.   | ČAFC Židenice Brno                   | 30 | 12 | 4 | 14 | 34 | 47 | 40 |
| 9.   | FC ŽĎAS Žďár nad Sázavou             | 30 | 10 | 9 | 11 | 46 | 49 | 39 |
| 10.  | FC Velké Meziříčí                    | 30 | 10 | 8 | 12 | 42 | 48 | 38 |
| 11.  | HFK Třebíč                           | 30 | 11 | 4 | 15 | 52 | 53 | 37 |
| 12.  | SK Fotbal FC Nobica Boskovice (N)    | 30 | 10 | 7 | 13 | 44 | 49 | 37 |
| 13.  | TJ Sokol Protivanov (N)              | 30 | 10 | 6 | 14 | 32 | 47 | 36 |
| 14.  | FK Šardice                           | 30 | 11 | 2 | 17 | 42 | 57 | 35 |
| 15.  | TJ Sokol Hartvíkovice (N)            | 30 | 9  | 6 | 15 | 38 | 57 | 33 |
| 16.  | FC Morkovice                         | 30 | 7  | 7 | 16 | 32 | 56 | 28 |

Poznámky:
- Z = Odehrané zápasy; V = Vítězství; R = Remízy; P = Prohry; VG = Vstřelené góly; OG = Obdržené góly; B = Body; (S) = Mužstvo sestoupivší z vyšší soutěže; (N) = Mužstvo postoupivší z nižší soutěže (nováček)
- O pořadí na 4. a 5. místě rozhodla bilance vzájemných zápasů: Vyškov - Rájec-Jestřebí 2:1, Rájec-Jestřebí - Vyškov 1:1[2]
- O pořadí na 6. a 7. místě rozhodla bilance vzájemných zápasů: Hrušovany nad Jevišovkou - Konice 1:1, Konice - Hrušovany nad Jevišovkou 2:3[2]
- O pořadí na 11. a 12. místě rozhodla bilance vzájemných zápasů: Třebíč - Boskovice 4:3, Boskovice - Třebíč 1:3[2]

|  | Postup do MSFL 2007/08                         |
|  | Sestup do Přeboru Jihomoravského kraje 2007/08 |
|  | Sestup do Přeboru Zlínského kraje 2007/08      |
|  | Sestup do Přeboru Vysočiny 2007/08             |